# Dietach
Dietach osztrák község Felső-Ausztria Steyrvidéki járásában. 2019 januárjában 3240 lakosa volt. 

## Elhelyezkedése

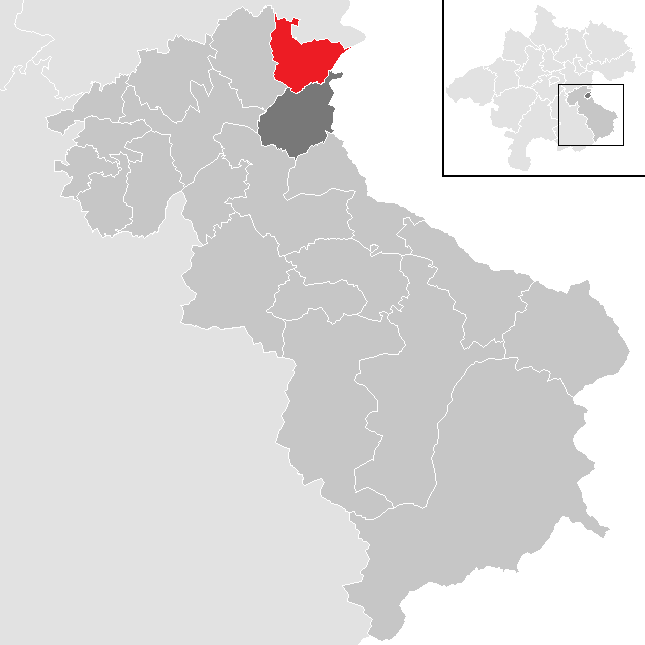
Dietach a Steyrkörnyéki járásban

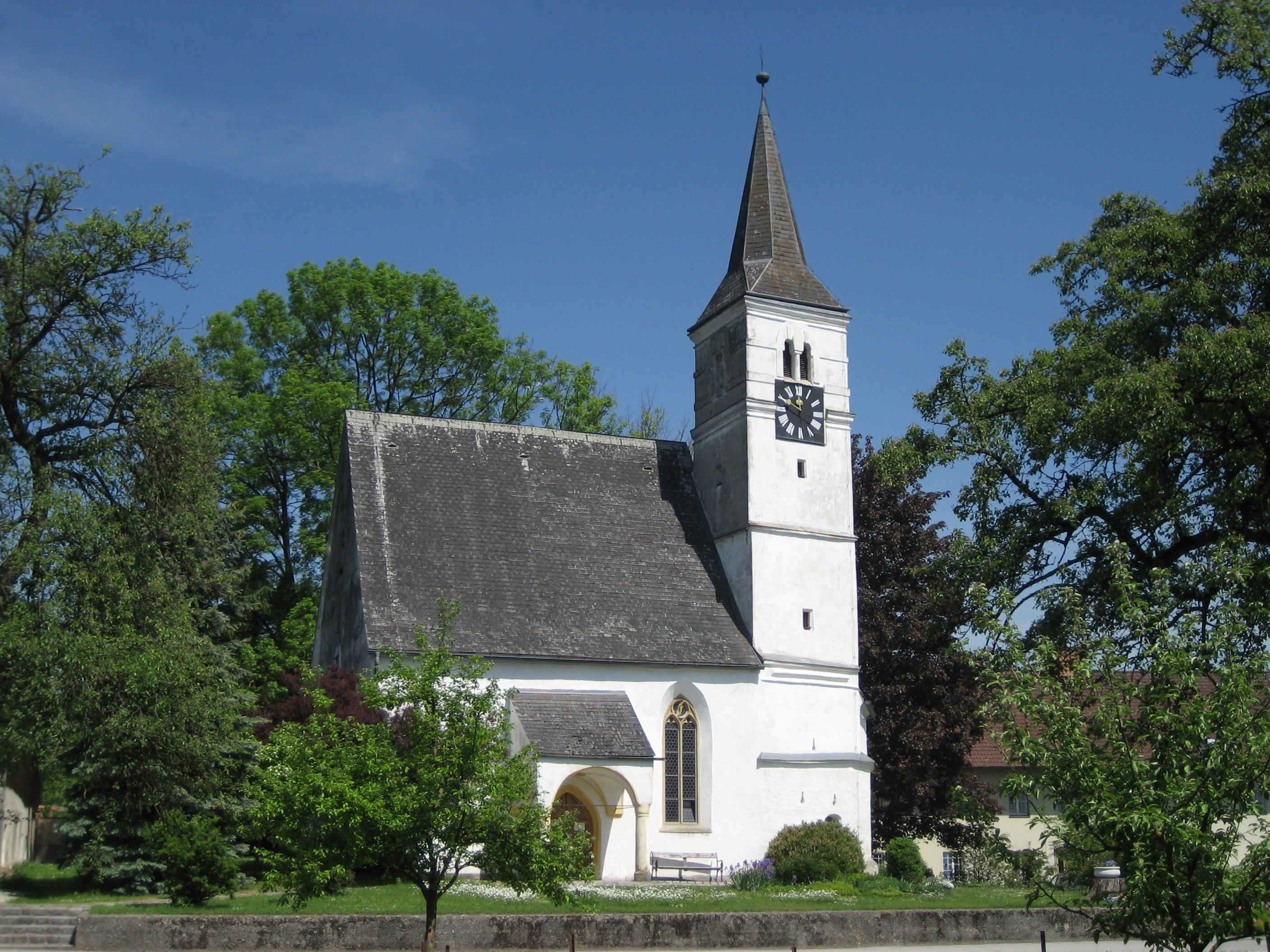
A stadlkircheni Szt. Margit-templom

Dietach a tartomány Traunviertel régiójában fekszik, az Enns völgyében; a folyó alkotja keleti határát. Területének 17,1%-a erdő, 72,2% áll mezőgazdasági művelés alatt. Az önkormányzat 5 településrészt és falut egyesít: Dietach (1412 lakos 2019-ben), Dietachdorf (1288), Stadlkirchen (259), Thann (175) és Winkling (106). 
A környező önkormányzatok: délre Steyr, nyugatra Wolfern, északra Hargelsberg, északkeletre Kronstorf, keletre Haidershofen (Alsó-Ausztria).  

## Története
Dietachot először 777-ben említik Todicha formában a kremsmünsteri apátság alapítólevelében. Neve a német Todo személynévből és a folyó jelentésű ófelnémet aha szavakból tevődik össze. A későbbiekben ez Twedick (1088), Dudich (1170) végül a mai Dietach formára változott.
A község területe eredetileg a Bajor Hercegség keleti határvidékén feküdt, a 12. században került át Ausztriához. Az Osztrák Hercegség 1490-es felosztásakor az Enns fölötti Ausztria része lett. A napóleoni háborúk során a falut több alkalommal megszállták.
A települési önkormányzatok 1850-es megalakuláskor Dietachot Gleink községhez sorolták. Miután a Német Birodalom 1938-ban annektálta Ausztriát, közigazgatási reformot hajtottak végre, melynek során annak déli felét Steyrhez, az északit (Unter-, Mitter- és Oberdietachot) Wolfernhez csatolták. Utóbbiakól jött létre 1946-ban a mai Dietach. 

## Lakosság
A dietachi önkormányzat területén 2019 januárjában 3240 fő élt. A lakosságszám 1939 óta gyarapodó tendenciát mutat. 2017-ben a helybeliek 92,1%-a volt osztrák állampolgár; a külföldiek közül 1,3% a régi (2004 előtti), 3% az új EU-tagállamokból érkezett. 2,4% a volt Jugoszlávia (Szlovénia és Horvátország nélkül) vagy Törökország, 1,2% egyéb országok polgára volt. 2001-ben a lakosok 82,9%-a római katolikusnak, 2,6% evangélikusnak, 3,6% mohamedánnak, 9,7% pedig felekezeten kívülinek vallotta magát. Ugyanekkor 3 magyar élt a községben; a német (95,3%) mellett a legnagyobb nemzetiségi csoportot a törökök alkották 1,9%-kal. 
A népesség változása:
| Lakosok száma | 1280 | 1493 | 1505 | 1838 | 2113 | 2436 | 2585 | 3049 | 3126 | 3212 |
|               | 1946 | 1961 | 1971 | 1981 | 1991 | 2001 | 2006 | 2014 | 2016 | 2018 |

## Látnivalók
- a Szt. Péter és Pál-plébániatemplom
- a stadlkircheni gótikus Szt. Margit-templom

## Fordítás
- Ez a szócikk részben vagy egészben  a   Dietach című német Wikipédia-szócikk ezen változatának fordításán alapul.  Az eredeti cikk szerkesztőit annak laptörténete sorolja fel. Ez a jelzés csupán a megfogalmazás eredetét és a szerzői jogokat jelzi, nem szolgál a cikkben szereplő információk forrásmegjelöléseként.